# Vöhrenbach
Vöhrenbach es una pequeña ciudad en el valle superior del río Breg en la Selva Negra Central en Baden-Wurtemberg, Alemania, entre Furtwangen y Villingen-Schwenningen. Pertenece al distrito de Selva Negra-Baar. Las aldeas Hammereisenbach-Bregenbach, Langenbach y Urach son barrios de Vöhrenbach.

## Puntos de interés
- Embalse del Linach

## Enlaces
- Wikimedia Commons alberga una categoría multimedia sobre Vöhrenbach.
- Sitio web de Vöhrenbach